# Gmina Rusiec
Die Gmina Rusiec ist eine Landgemeinde im Powiat Bełchatowski der Woiwodschaft Łódź in Polen. Sie hat etwa 5050 Einwohner. Ihr Sitz ist das gleichnamige Dorf mit etwa 1600 Einwohnern.

## Geographie

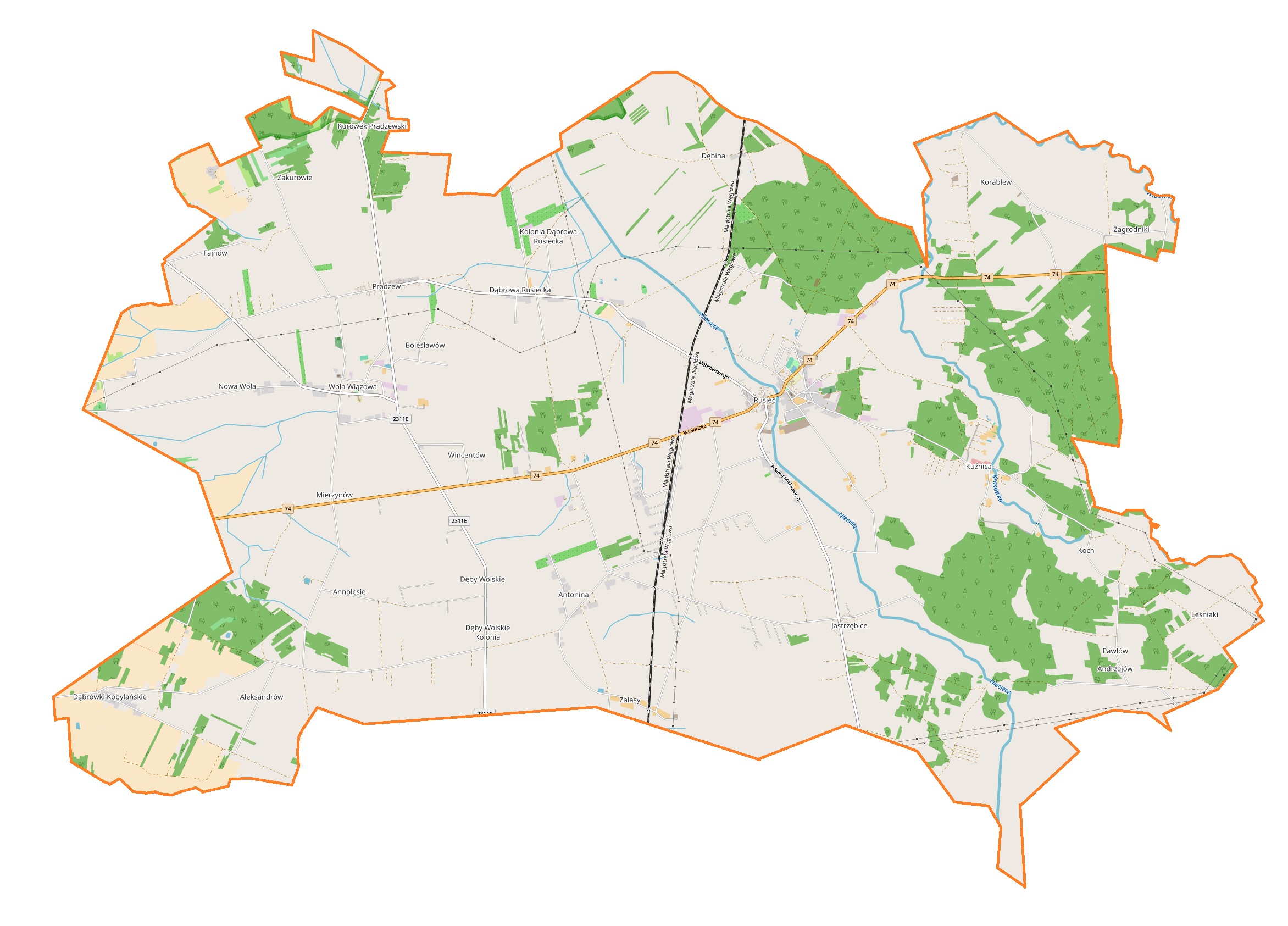
Karte der Gemeinde

Die Gemeinde liegt im Süden der Woiwodschaft. Die Kreisstadt Bełchatów liegt 25 Kilometer östlich, Łódź 50 Kilometer nordöstlich und Częstochowa 80 Kilometer südlich. Nachbargemeinden sind Konopnica im Nordwesten, Widawa im Norden, Szczerców im Osten, Rząśnia im Südosten, Kiełczygłów im Süden und Osjaków im Westen. Die Gemeinde hat eine Fläche von nahezu 100 km², von der 77 Prozent land- und 16 Prozent forstwirtschaftlich genutzt werden. Ihr Gebiet ist mit etwa 50 Einwohnern/km² dünn besiedelt. Zu den Fließgewässern gehören der Warthezufluß Widawka sowie Krasówka und Nieciecz.

## Geschichte
Die Landgemeinde Dąbrowa Rusiecka wurde 1954 in Gromadas aufgelöst und zum 1. Januar 1973 als Landgemeinde Rusiec aus Gromadas neu errichtet. Von 1975 bis 1998 gehörte die Gemeinde zur Woiwodschaft Sieradz. Der Powiat Pajęczański war in dieser Zeit aufgelöst. Die Landgemeinde kam 1999 an den Powiat Bełchatowski der Woiwodschaft Łódź. Wójt ist seit November 2018 Damian Szczytowski.

## Gliederung
Zur Landgemeinde (gmina wiejska) Rusiec gehören 19 größere Dörfer mit 20 Schulzenämtern (sołectwa) Jüngstes Schulzenamt ist Krasowa. Der Hauptort hat zwei Schulzenämter:
Rusiec (Rusiec I & II)
Aleksandrów
Andrzejów
Annolesie
Antonina
Dąbrowa Rusiecka
Dębina
Dęby Wolskie
Jastrzębice
Korablew
Krasowa
Kuźnica
Mierzynów
Nowa Wola
Prądzew
Rusiec I
Rusiec II
Wincentów
Wola Wiązowa
Zakurowie
Zalasy
Kleinere Dörfer und Wohnplätze der Gemeinde sind: Błaś, Bolesławów, Dęby Wolskie-Kolonia, Fajnów, Janów, Koch, Kurówek Prądzewski, Leśniaki, Maliniec, Orzeł, Pawłów, Salomejów, Sówki, Zagrodniki, Żary hinzu kommen die Siedlungen Dąbrówki Kobylańskie und Rusiec-Kolonia.

## Verkehr
Die Landesstraße DK74 führt von Wieluń an der Schnellstraße S8 über Rusiec und die Kreisstadt Bełchatów nach Piotrków Trybunalski an der Autobahn A1.
Der nächste Fernbahnhof ist Zduńska Wola und liegt an der Łódź–Forst (Lausitz) an der Bahnstrecke Warschau–Katowice. Der Dienstbahnhof Rusiec Łódzki im Gemeindegebiet liegt an der Bahnstrecke Chorzów–Tczew. Der Personennahverkehr ist eingestellt.
Der nächste internationale Flughafen ist Łódź.